# IBM 5250

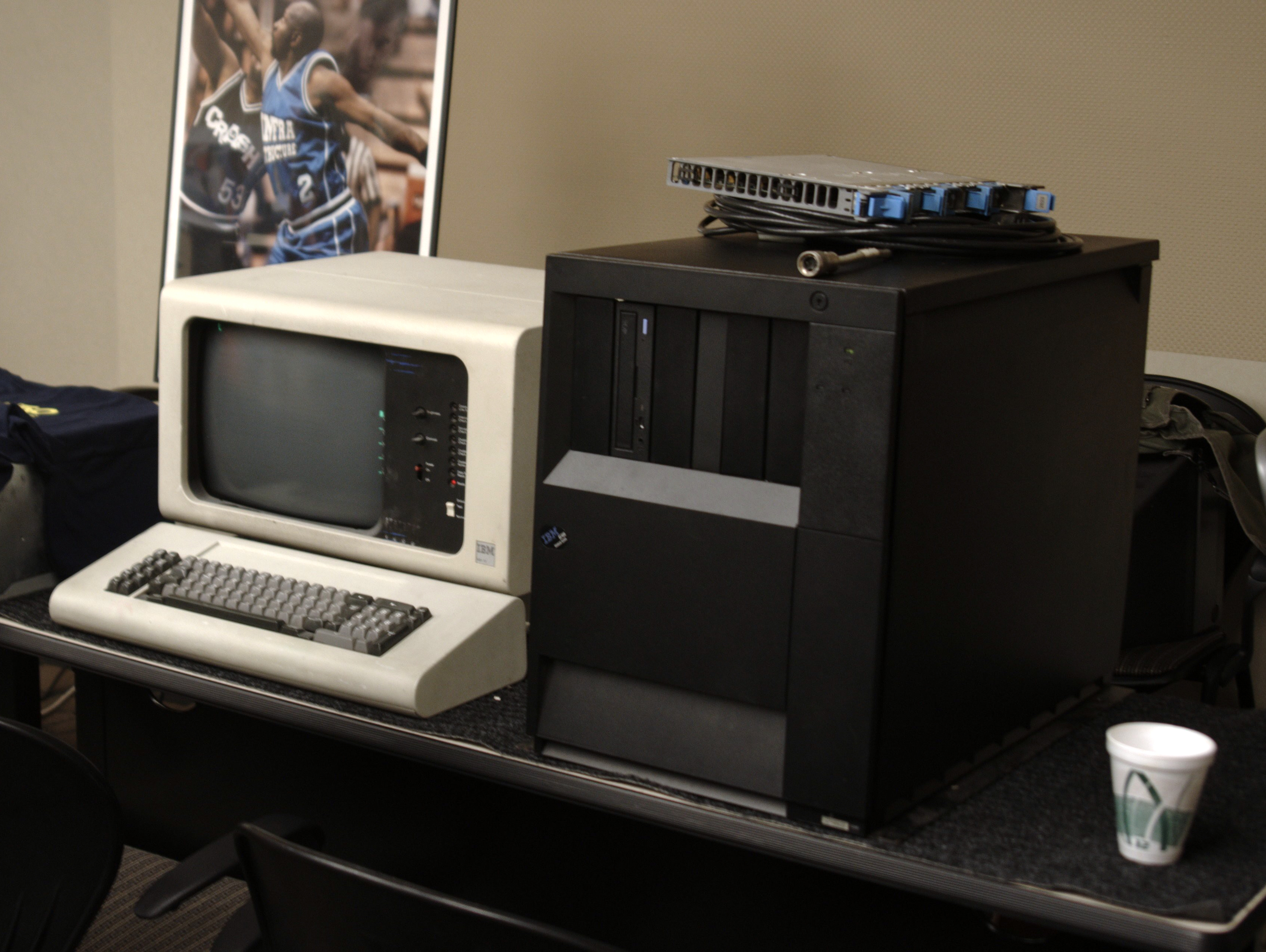
Un IBM 5251, conectado a un sistema AS/400

IBM 5250 es una familia de terminales orientados a bloques de IBM introducidos originalmente con los sistemas de gama media IBM System/34 en 1977. También se usó con los posteriores sistemas System/36, System/38 y AS/400, y en los sistemas IBM Power Systems que ejecutan IBM i.

## Componentes

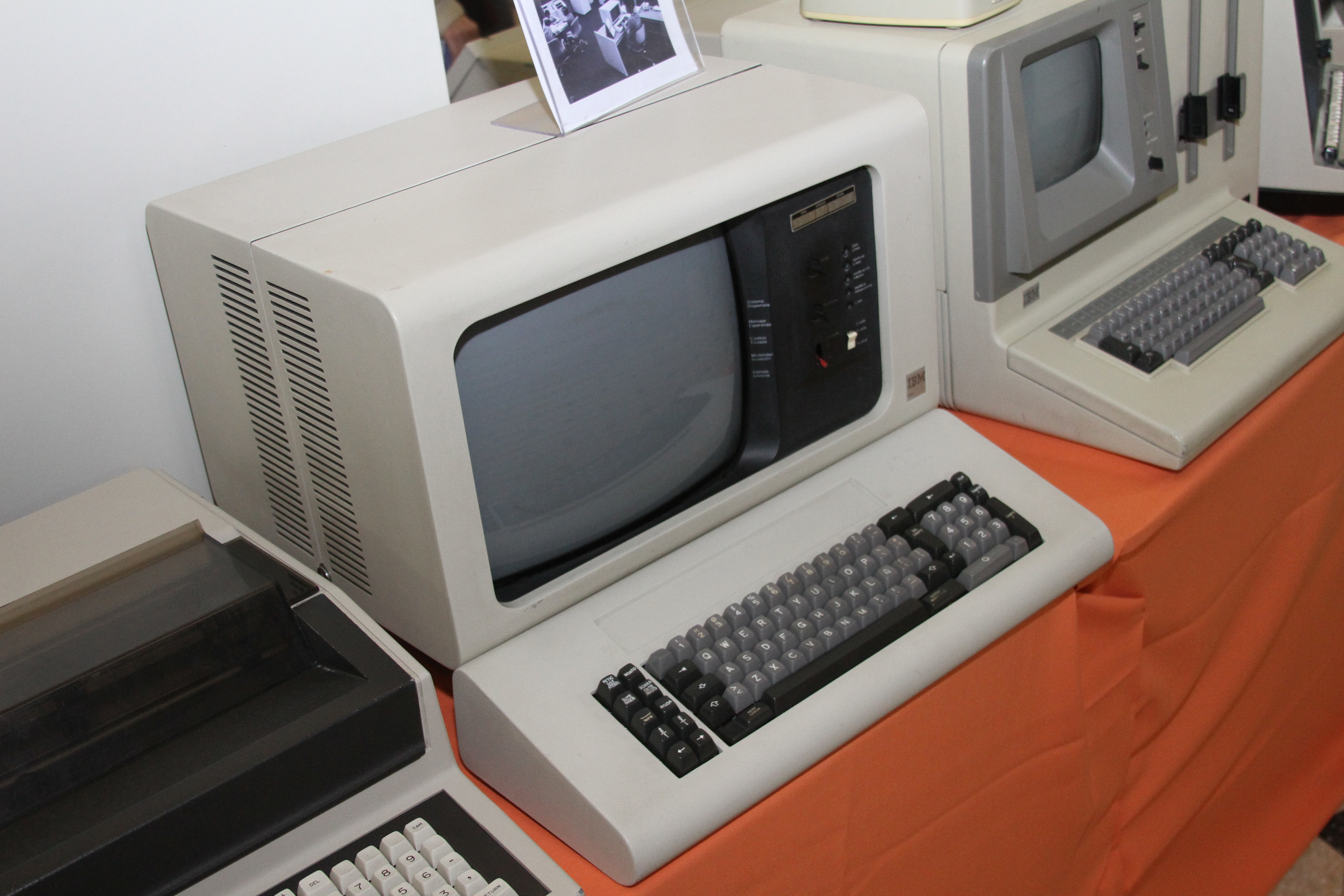
Estación de visualización IBM 5251 al lado de un sistema IBM 5120.

Los dispositivos 5250 se pueden conectar directamente al host o comunicarse de forma remota mediante el control de enlace de datos síncrono (SDLC) a velocidades de hasta 9600 bits/s. Los dispositivos también se pueden agrupar o conectar en cadena.
En 1980, el sistema 5250 constaba de los siguientes componentes:
- Estación de visualización 5251: La pantalla monocromática de solo texto puede tener 960 caracteres, dispuestos en 12 líneas de 80 caracteres, o 1920 caracteres en 24 líneas de 80 caracteres. Las mayúsculas y minúsculas son estándar. Los atributos de texto consisten en parpadeo, alta intensidad, video inverso, no visualización, guion bajo y un «separador de columna» único que hace que el campo esté precedido y seguido por una barra vertical. Los atributos de «control de formato» de entrada 5251 y 5252 están optimizados para aplicaciones de entrada de datos y ofrecen mejoras significativas con respecto a los terminales 3270 anteriores.
- Estación de pantalla doble 5252. El 5252 cuenta con un solo CRT que muestra 12 líneas cada una en dos lados diferentes, espalda con espalda, en una sola caja, con teclados separados. El 5252 no formaba parte del anuncio inicial.
- Impresora 5256. La 5256 es una impresora matricial de puntos de sobremesa con tres modelos que ofrecen velocidades de 40, 60 o 120 cps y una línea de impresión de 132 caracteres.

### Control de formato 5251/5252

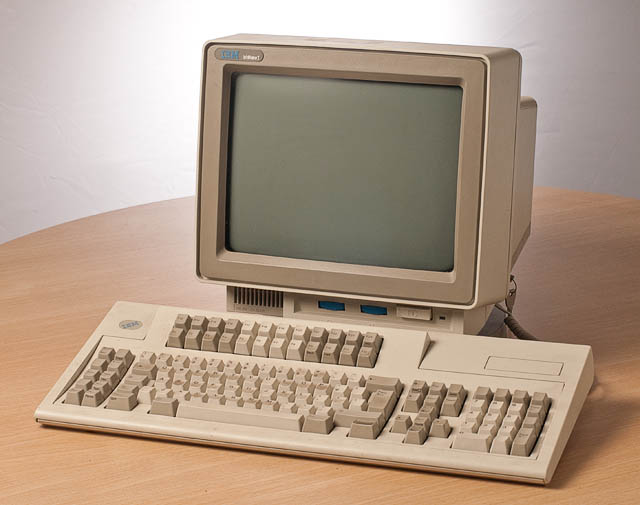
IBM 3486 Terminal, una terminal posterior con funcionalidad 5250, capaz de admitir dos sesiones independientes al mismo tiempo, y con una pantalla ámbar. El teclado es una de las primeras variantes de 122 teclas del Modelo M; el 5251-1 original tenía un teclado de resorte de viga mucho más pequeño.

Los atributos de campo también definen el tipo de datos que el operador puede ingresar en un campo y especifican otra información de control para el campo.
- Un campo se puede definir como solo alfabético, solo numérico o alfanumérico.
- Auto enter (Entrada automática) simula presionar la tecla RETORNO/ENTER al final del campo.
- Bypass (Derivación) salta automáticamente sobre un campo en la pantalla.
- Duplicate enable (Habilitar duplicado) permite al operador presionar la tecla 'DUP' en un campo, ingresando un código especial que es interpretado por el programa de aplicación, típicamente duplicando datos en este campo del registro o línea anterior.
- Field exit required (Se requiere salida de campo) obliga al operador a salir manualmente de este campo, en lugar de avanzar automáticamente al siguiente campo después de ingresar el último carácter.
- Mandatory entry (Entrada obligatoria) especifica que el operador debe ingresar datos en este campo y no puede tabular sobre él.
- Monocase traduce los caracteres en minúscula ingresados en este campo a mayúsculas.
- Mandatory fill (Relleno obligatorio) especifica que este campo debe rellenarse por completo si se introducen datos en él.
- Right adjust (Ajuste a la derecha) ajustará a la derecha los datos ingresados en un campo cuando el operador sale del campo.
- Signed numeric (Número con signo) reserva la posición más a la derecha de un campo para un signo: en blanco para positivo o '-' para negativo.

### Luces de estado del terminal
Una terminal de tipo 5251 presentaba cinco luces de estado en el frente de la unidad:
- Luz de sistema disponible: si está encendido, este terminal está conectado al sistema principal y recibe información de él.
- Luz de mensaje en espera: otros usuarios, y el propio sistema, pueden enviar mensajes a las estaciones de trabajo. Si está encendido, hay al menos un mensaje que aún no se ha visto. Cuando finaliza un programa o cuando el usuario inicia sesión, se mostrarán los mensajes.
- Luz de Insertar: La tecla Insertar ha sido presionada. Los caracteres después del cursor se desplazarán a la derecha cuando se ingrese el texto. Pulse Insertar de nuevo para salir del modo de inserción.
- Luz de Bloq Mayús: Se ha presionado la tecla Bloq Mayús.
- Luz de tecla Mayúscula: La tecla Mayús está siendo presionada.

## Orígenes históricos
El 5250 es un terminal orientado a bloques similar, pero no compatible, con el IBM 3270. De construcción sólida, los terminales 5251 pesan aproximadamente 36 kg. Los dispositivos generan un sonido de clic audible a medida que el usuario escribe, similar a las máquinas de escribir eléctricas de la época.
La definición del flujo de datos 5250 se ha refinado con el tiempo para incluir elementos GUI como ventanas emergentes, casillas de verificación y opciones, manejo del mouse y menús desplegables. El IBM 3180 agregó soporte para siete colores: rosa, rojo, azul, amarillo, verde, blanco y turquesa. Un protocolo llamado IBM 5250 Data Stream interpretó atributos de campo como parpadeo, no visualización, alta intensidad, imagen inversa, subrayado y separadores de columna y se utilizó en combinación para crear colores. El texto normal se presentó como verde en un terminal de color 3180, pero la intensidad alta se volvió blanca. Los separadores de columna se volvieron amarillos. El parpadeo se volvió rojo. El texto subrayado se presentó en azul. El parpadeo de alta intensidad se volvió rosa. Los separadores de columna de alta intensidad se volvieron turquesas.
El término «5250» ahora se refiere al propio flujo de datos. Todavía existen pocas terminales físicas 5250 con sus voluminosos cables twinax, aunque ocasionalmente todavía se usan para proporcionar una «conexión de último recurso» cableada a la computadora host. Hoy en día, es más común usar PC o paquetes de emulación de terminal basados en web que pueden interpretar y mostrar flujos de datos 5250.

## Telnet 5250

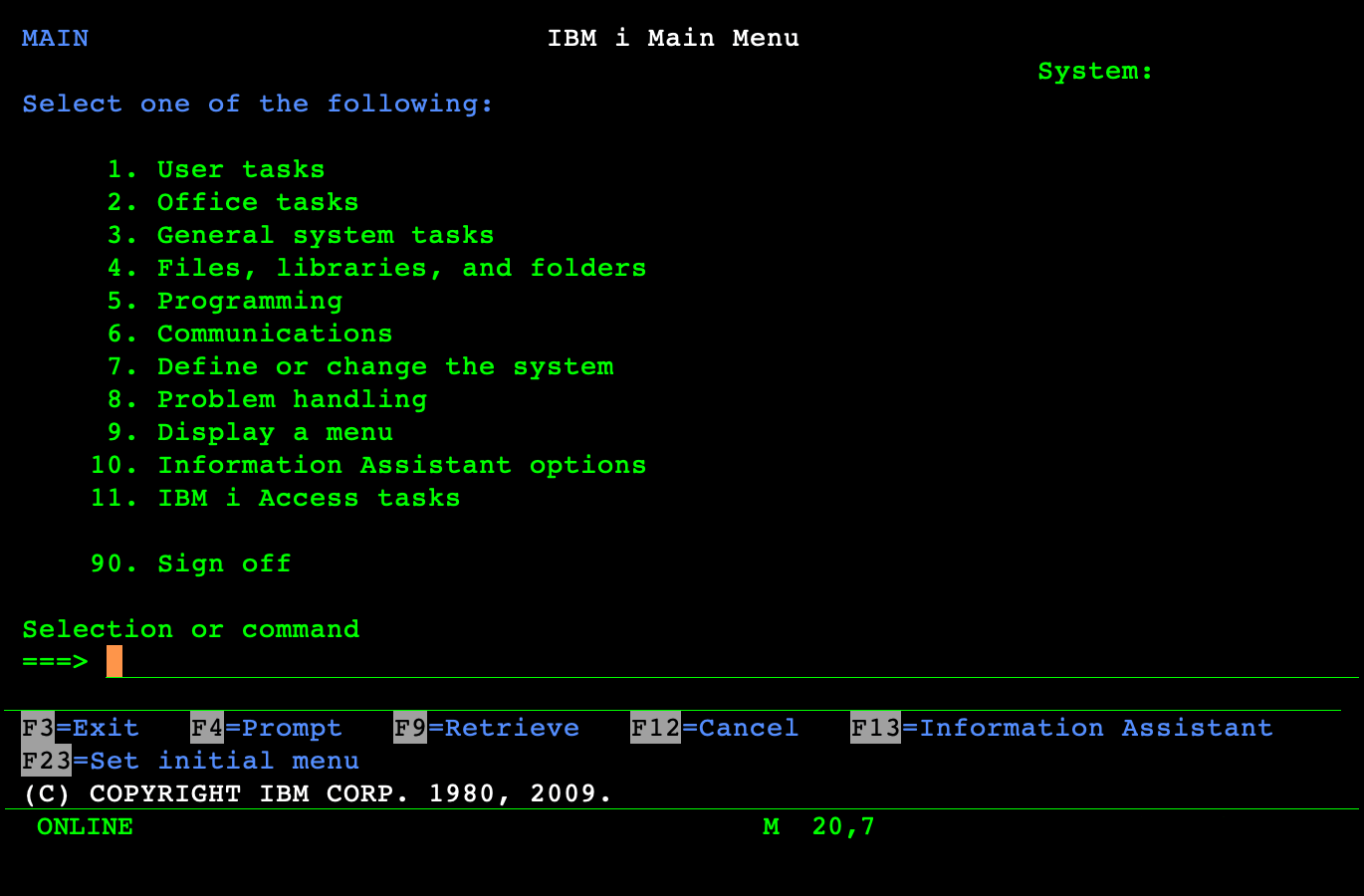
Menú principal de IBM i 7.1 en un emulador TN5250.

Telnet 5250 o TN5250 describe el proceso de envío y recepción de flujos de datos 5250 utilizando el protocolo telnet o el software que emula una comunicación de terminal de clase 5250 a través de ese proceso. TN5250 permite que un emulador de terminal 5250 se comunique a través de una red TCP/IP en lugar de una red SNA. Los clientes Telnet estándar no se pueden utilizar como sustituto de los clientes TN5250, ya que utilizan un formato de flujo de datos diferente.

## Interfaz de terminales 5250 con hardware básico
Se creó una interfaz para conectarse al puerto Twinax de un terminal 5250 y comunicarse con él como un host AS/400. Actualmente proporciona emulación VT52 y un shell en el sistema al que está conectado el adaptador.

## Lista de terminales IBM 5250 Twinax

### IBM 3179
El IBM 3179 existe como un 3270 y un terminal 5250.

### IBM 3180
El IBM 3180 existe como un 3270 y un terminal 5250.

### IBM 3196
80x24 caracteres.
Modelos:
- 3196 modelo A10: Pantalla verde.
- 3196 modelo B10: Pantalla ámbar dorado

### IBM 3197
Modelos:
- IBM 3197 modelo C10 (1920 caracteres)
- IBM 3197 modelo C20 (1920 caracteres)
- IBM 3197 modelo D10 (3564 caracteres)
- IBM 3197 modelo D20 (3564 caracteres)
- IBM 3197 modelo D40 (fósforo verde de 15 pulgadas)

### IBM 3477
Modelos:
- IBM 3477 modelo HAX (monitor monocromático ámbar dorado de 14 pulgadas)
- IBM 3477 modelo HGX (monitor monocromático verde de 14 pulgadas)
- IBM 3477 modelo HCX (monitor color de 14 pulgadas)
- IBM 3477 modelo HDX (monitor verde de 15 pulgadas)

### IBM 3486
Modelos:
- IBM 3486 modelo BAX (monitor ámbar dorado de 14 pulgadas)
- IBM 3486 modelo BGx (monitor verde de 14 pulgadas)

### IBM 3487
Modelos:
- IBM 3487 modelo HAX (monitor ámbar dorado de 15 pulgadas)
- IBM 3487 modelo HCX (monitor color de 14 pulgadas)
- IBM 3487 modelo HGX (monitor verde de 15 pulgadas)

### IBM 3488
No incluye pantalla interna. Un monitor externo está conectado a través de VGA.

### IBM 3489
No incluye pantalla interna. Un monitor externo está conectado a través de VGA.